# Stéphane Sanseverino
Stéphane Sanseverino (ur. 9 października 1961 w Paryżu) – francuski piosenkarz pochodzenia włoskiego (neapolitańskiego).

## Dyskografia
- Le Tango des gens (2001)
- Les Sénégalaises (2004)
- Live au théâtre Sébastopol (2005)
- Exactement (2006)
- Les Faux Talbins (2009)
- Papillon (2015)
- Montreuil/Memphis (2017)